# Phish
I Phish sono una rock band statunitense nota per le improvvisazioni e le jam session. I quattro membri della band si sono esibiti assieme a partire dal 1983 per quasi 21 anni, fino allo scioglimento avvenuto nell'agosto 2004, per poi riunirsi durante l'estate del 2008. La loro musica unisce vari generi musicali: rock (classico e alternativo), jazz, funk, bluegrass, folk, blues, progressive, country, a cappella, musica acustica e musica classica. Ogni loro concerto è unico dal punto di vista delle canzoni suonate, dell'ordine in cui appaiono e del modo in cui i brani vengono eseguiti: molti dei loro pezzi non sono mai stati suonati due volte nella stessa maniera.
Nonostante questo gruppo, come la band a cui sono più frequentemente affiancati, i Grateful Dead, non sia mai stato trasmesso molto in radio o in TV, i Phish si sono fatti conoscere al grande pubblico grazie al passaparola e allo scambio di registrazioni dal vivo da parte di una grande base di "devoti" fan, arrivando a vendere oltre 8 milioni di album e DVD negli Stati Uniti.

## Storia del gruppo

### Gli inizi (1983–1988)
I Phish nacquero nel 1983 all'Università del Vermont dai chitarristi Trey Anastasio e Jeff Holdsworth, dal bassista Mike Gordon e dal batterista Jon Fishman. Prima di essere conosciuti come Phish, erano noti come Blackwood Convention (una dichiarazione convenzionale del bridge) e suonarono al ballo di Halloween nello scantinato dei dormitori del Reserve Officer Training Corps. Il loro secondo concerto, nonché il primo con il nuovo nome, fu il 3 novembre nello scantinato della Slade Hall all'Università del Vermont.
Alla band si aggiunse il percussionista Marc Daubert nell'autunno del 1984, ma lasciò la band molto presto, nel 1985, e Page McConnell si unì alla band come tastierista in settembre. Holdsworth lasciò la band dopo essersi diplomato nel 1986, consolidando la formazione composta da Trey, Page, Mike and Fish, formazione che rimase per tutta la durata del gruppo.
A metà dell'86, Anastasio decise di cambiare college seguendo un consiglio dell'amico e collaboratore del gruppo Steve Pollak. Anastasio e Fishman si trasferirono al Goddard College, una piccola università nella comunità di Plainfield (di cui McConnell era originario e dalla quale riceveva 50 dollari per ogni persona di cui presentava l'iscrizione). I Phish, a caccia di date, distribuirono almeno 6 differenti demo di musica sperimentale registrati (spesso malamente) su cassetta: tra questi figura il cosiddetto White Tape.
La "sede" dei Phish fu spostata nello stesso anno a Burlington: qui, nel 1985, il gruppo aveva incontrato il liutaio Paul Languedoc, che si era offerto di costruire due chitarre per Anastasio e due bassi per Gordon. Nell'ottobre del 1986, Languedoc divenne collaboratore fisso del gruppo, cominciando a seguire i concerti dei Phish come tecnico del suono. Da allora, Languedoc ha costruito strumenti esclusivamente per i membri dei Phish, contribuendo in maniera fattiva alla realizzazione di un sound tipico e originale della band. Sempre nella seconda metà degli anni '80, i Phish iniziarono ad esibirsi con regolarità al bar del ristorante Nectar a Burlington. Il titolo dell'album del 1992 A Picture of Nectar fu scelto come omaggio e ringraziamento al proprietario del locale, che aveva sostenuto il gruppo agli inizi.
Come lavoro di laurea, nell'87 Anastasio compose The Man Who Stepped into Yesterday, un concept album di 9 brani che diventerà il secondo prodotto in studio dei Phish. Registrato tra il 1987 e il 1988, fu presentato nel luglio dello stesso anno insieme ad una tesi scritta esplicativa del progetto. Svariati elementi della storia dell'album vennero poi sviluppati fino ad includere altre 8 canzoni. Il gruppo eseguì il disco integralmente dal vivo in 5 occasioni: nel 1988, nel 1991, nel 1993 e due volte nel 1994.
Nel 1988, agli inizi dell'estate, la band cominciò a provare in maniera più professionale e sistematica, arrivando a chiudersi a chiave in sala prove, suonando i pezzi decine di volte e improvvisando per ore: queste lunghe jam session vennero scherzosamente battezzate Okipa (o Oh Kee Pa) Ceremonies, sul modello delle dolorose cerimonie di iniziazione Wiwanyag Wachipi mostrate nel film Un uomo chiamato Cavallo. Parte di una di queste faticose improvvisazioni registrata nel 1989, venne inserita nel secondo disco ufficiale del gruppo Lawn Boy del (1990).

### Il raggiungimento della fama (1989–1992)
Il 26 gennaio 1989, i Phish suonarono al Paradise Rock Club, un piccolo ma notissimo locale di Boston. Il padrone non li aveva mai sentiti nominare e si rifiutò di ingaggiarli, quindi il gruppo dovette noleggiare l'intero locale per una serata. Il concerto registrò un tutto esaurito, grazie alla folla di fan che aveva seguito il gruppo dal Vermont. Grande supporto da parte dei fan ebbe anche il primo album ufficiale del gruppo, Junta, uscito verso la metà dell'anno.
Alla fine dell'anno successivo, i concerti dei Phish si erano arricchiti sempre più di interazione fra la band e i fan: con il tempo, era stato stabilito uno speciale "linguaggio segreto" per il quale il pubblico reagiva in una precisa maniera ad un determinato indizio musicale dei Phish. Per esempio: se un membro della band accennava un estratto dalla sigla de I Simpson, il pubblico rispondeva, "d'oh!". Durante il 1992, il linguaggio segreto si arricchì di una nuova consuetudine ancor oggi in uso, nota come Big Ball Jam: ogni membro dei Phish lancia una grande palla colorata tra il pubblico ed esegue una nota ogni volta che la propria palla viene colpita. In questo modo, il pubblico contribuisce alla creazione di una jam session originale e irripetibile.
In un esperimento noto come The Rotation Jam, ad un segnale del pubblico ogni membro del gruppo si scambiava di strumento col musicista alla propria sinistra. Inoltre, in più di un'occasione, durante l'esecuzione di You Enjoy Myself, Mike Gordon e Trey Anastasio hanno eseguito delle manovre acrobatiche sincronizzate su mini tappeti elastici, continuando a suonare i propri strumenti.
I Phish, insieme a Bob Dylan, i Grateful Dead, e i Beatles, furono uno dei primi artisti ad avere il proprio newsgroup Usenet - rec.music.phish - che venne attivato nel 1991: L'Elektra Records, resasi conto della loro popolarità in costante aumento, li mise sotto contratto nello stesso anno. L'anno successivo uscì il primo disco dei Phish con un'etichetta ufficiale: A Picture of Nectar.
Sempre nel 1992, i Phish presero parte alla prima edizione di H.O.R.D.E., un festival itinerante di musica rock che toccò i principali anfiteatri della costa est e contribuì non poco a far diffondere la fama del gruppo al di fuori dei propri confini. Nell'estate dello stesso anno, i Phish fecero un primo tour europeo come spalla dei Violent Femmes e un secondo tour in Europa e negli Stati Uniti, aprendo i concerti di Carlos Santana.

### L'apice del successo (1993–1999)
Nell'estate 1993, i fan del gruppo erano diventati talmente numerosi che i Phish cominciarono ad esibirsi nelle arene, negli anfiteatri e addirittura negli stadi. All'inizio dello stesso anno, era stato pubblicato il nuovo album Rift, con una massiccia promozione da parte della Elektra e la collaborazione del pittore David Welker, che realizzò la copertina (inclusa nelle 10 più belle di tutti i tempi dalla rivista specializzata Relix).
Solo 14 mesi dopo uscì Hoist: per promuovere il disco, la band girò un videoclip del singolo Down With Disease, che cominciò a venire trasmesso su MTV nel giugno del 1994. Per la data finale del tour estivo di promozione del disco, i Phish si esibirono nel campeggio dello Sugarbush Resort di Fayston (una cittadina del loro stato d'origine, il Vermont), inaugurando una tradizione che avrà lungo corso per il gruppo - quella di suonare nei camping. Il concerto venne poi pubblicato nella serie Live Phish come Volume 2. 
Per il concerto di Halloween dello stesso anno, il gruppo promise di introdurre un nuovo codice nel linguaggio col proprio pubblico (sempre più affezionato): quello del musical costume, vale a dire eseguire per intero un album di un altro gruppo, scelto dai fan. Dopo un periodo di intense votazioni sul sito della band, i fan scelsero e i Phish eseguirono il White Album dei Beatles, nella notte del 31 ottobre 1994 a Glens Falls (l'esibizione sarà pubblicata come Live Phish Volume 13 nel 2002). In preparazione alla notte di Capodanno '94, il gruppo effettuò due performance al Madison Square Garden e al Boston Garden che registrarono il tutto esaurito. I Phish non avevano mai suonato in nessuno dei due posti.
In seguito alla morte di Jerry Garcia nell'estate del 1995, la fama del gruppo aumentò ulteriormente: già da tempo, infatti, i Phish erano considerati gli eredi dei Grateful Dead. Il loro video Down With Disease apparve poi nello show Beavis and Butt-head, facendo conoscere il gruppo ai più giovani e aumentando il loro peso nella cultura pop americana. In linea con la tradizione del musical costume inaugurata l'anno precedente, per il concerto di Halloween 1995, i Phish ingaggiarono una sezione fiati ed eseguirono integralmente l'album degli Who Quadrophenia (il concerto sarà pubblicato nella serie Live Phish come Volume 14). Intanto, durante l'estate era uscito il loro primo album dal vivo A Live One, che la RIAA certificò disco d'oro nel novembre dello stesso anno.
Per il resto del 1995, i Phish si ritirarono in uno studio in Vermont a registrare ore e ore di improvvisazioni, a volte addirittura sovraincidendo jam session differenti. Da questo materiale e da altro precedente nacque il loro successivo album Billy Breathes, che fu pubblicato nell'autunno del 1996. A fianco di brani tradizionali nello stile dei Phish, il nuovo disco includeva svariati pezzi più acustici. Il risultato soddisfece appieno la band e l'accoglienza da parte di pubblico e critica non fu da meno: da molte parti il disco venne considerato il miglior lavoro in studio del gruppo. Il primo singolo estratto dall'album, Free, si piazzò alla posizione No. 24 della classifica di Billboard e alla No. 11 di Mainstream Rock Songs, diventando così il singolo di maggior successo nella carriera del gruppo.
Le esibizioni dal vivo dai Phish erano sempre più lunghe, consolidando così la loro fama di jam band. I concerti erano da tempo divisi in diverse uscite dette set della durata di 60-90 minuti: durante i tour del 1997 le improvvisazioni divennero così corpose che i singoli set arrivarono a contenere anche solo 4 o 5 canzoni. Durante lo stesso anno, la band mutò il proprio approccio alla composizione: da uno stile rock molto strutturato ad uno funk, con meno accordi e semplici riff di basso e chitarra (sui quali risulta assai più facile improvvisare). Con il permesso del gruppo, la catena di gelaterie Ben & Jerry's (con sede nel Vermont) lanciò il "gusto Phish", donando i proventi alla Lake Champlain Initiative (una raccolta fondi contro l'inquinamento).
Nel biennio '98-'99, i Phish affiancarono all'intensa attività live un impegnativo lavoro in studio che fruttò due nuovi dischi di materiale quasi completamente nuovo: The Story of the Ghost e The Siket Disc. Per celebrare il Capodanno 2000, il gruppo organizzò un festival musicale in 3 giornate alla riserva indiana Seminole di Big Cypress, in Florida. Il culmine dello spettacolo si ebbe quando i Phish salirono sul palco, approssimativamente alle 23.30 del 31 dicembre 1999, per scenderne solo 8 ore dopo, al sorgere del sole. I membri del gruppo indicarono questo concerto come l'apice della loro esperienza musicale.

### La pausa e lo scioglimento (2000–2004)
Nel 2000 i Phish non parteciparono ad alcun festival, non organizzarono il loro tradizionale spettacolo di Halloween e non composero alcun nuovo pezzo: il disco uscito in maggio, Farmhouse, conteneva brani risalenti al 1997 e al tour solista 1998 di Trey Anastasio, che la band si limitò a riarrangiare e incidere. Durante l'estate, i Phish annunciarono che si sarebbero presi una lunga pausa di durata indefinita subito dopo il tour autunnale. Al termine dell'ultima data di promozione del disco, il 7 ottobre 2000 allo Shoreline Amphitheater di Mountain View, il gruppo lasciò il palco senza dire neppure una parola, mentre l'impianto di amplificazione diffondeva il brano Let It Be dei Beatles.
Oltre 2 anni dopo l'inizio della pausa, i Phish annunciarono un nuovo concerto per il Capodanno 2002 al Madison Square Garden. In ottobre, la band incise il nuovo disco Round Room in sole 3 sessioni di studio di registrazione nell'arco di 2 settimane. Durante il concerto di ritorno, il fratello del tastierista Page McConnell salì sul palco con il gruppo, venne presentato per scherzo come Tom Hanks ed eseguì la linea vocale del brano Wilson. Il giorno dopo, molti organi di informazione riportarono la notizia che l'attore aveva cantato coi Phish.
Alla fine del tour estivo 2003, i Phish organizzarono il loro primo festival in 4 anni, It, che fu tenuto nella piccola comunità del Maine Limestone (di nemmeno 2 500 abitanti): qui giunsero oltre 60 000 persone in 2 giorni. In dicembre il gruppo celebrò il proprio ventesimo anniversario con un minishow che culminò all'American Airlines Arena di Miami. Al fine di evitare lo sfinimento derivante dall'incessante attività live degli anni passati, i Phish si esibirono sporadicamente dopo la reunion, con brevi tour di al massimo 2 settimane.
Dopo una serie di concerti tenuti a Las Vegas nell'aprile del 2004, Anastasio annunciò sul sito della band che i Phish si sarebbero sciolti al termine dell'imminente tour estivo. L'ultimo album prima dello scioglimento, Undermind, venne pubblicato alla fine della primavera. Nell'estate 2004, il gruppo fece una performance insieme al rapper Jay-Z, pubblicò il video Live in Brooklyn (distribuito nel circuito dei cinema) ed eseguì 7 canzoni sul tetto dell'Ed Sullivan Theater durante il David Letterman Show, per i fan che si erano radunati in strada, come già avevano fatto i Beatles sul tetto della Apple Records 35 anni prima. Lo spettacolo finale dei Phish fu pensato come l'evento conclusivo di un grande festival, che venne organizzato nello stato d'origine del gruppo, il Vermont, in un paesino di 1 000 abitanti di nome Coventry. A Coventry erano attese circa 100 000 persone, ma dopo una settimana di piogge torrenziali e con il rischio che il palco affondasse nel fango, Mike Gordon annunciò ad una radio locale che non sarebbero stati accolti altri veicoli, benché fossero giunte solo ventimila persone. Molti fan che si erano già messi in marcia, allora, lasciarono i loro mezzi lungo la strada e proseguirono a piedi o in autostop, sicché alla fine il festival e il concerto finale dei Phish furono tenuti davanti a circa 65000 spettatori. Da allora, Anastasio, Fishman, Gordon e McConnell si dedicarono a progetti solisti.

### Il ritorno (2008–oggi)
Il 7 maggio 2008 al Madison Square Garden, i Phish furono insigniti del Jammy Lifetime Achievement Award (il premio più importante che può essere conferito a un musicista o a un gruppo per la propria attività live).
Dopo aver suonato 3 canzoni tutti insieme in settembre al matrimonio del precedente manager, i Phish annunciarono che avrebbero eseguito 3 concerti per ufficializzare la loro reunion: il 6, 7 e 8 marzo 2009 allo stadio di Hampton, in Virginia. Dopo queste esibizioni, il gruppo organizzò un tour estivo di 13 date che culminò con un concerto al Fenway Park e accettò di partecipare come artista di punta al Bonnaroo Music Festival nel giugno del 2009 insieme a Bruce Springsteen, i Beastie Boys e i Nine Inch Nails. Mentre i Phish suonavano, Springsteen li raggiunse sul palco, esibendosi con loro alla chitarra in "Mustang Sally", "Bobby Jean" e "Glory Days". A fine giugno fu annunciato un tour di fine estate, composto di 12 concerti fra luglio e agosto, tra cui 4 date all'anfiteatro di Red Rocks, 2 al Gorge Amphitheatre, una a Chicago e 5 in svariate località nel nordest del paese.
Il quattordicesimo album in studio dei Phish, Joy, fu pubblicato l'8 settembre 2009, preceduto dal singolo "Time Turns Elastic" (disponibile per il download su iTunes da fine maggio). Il gruppo eseguì 9 delle 10 canzoni che compongono Joy durante la prima tappa del nuovo tour estivo di promozione dell'album. Al termine del tour, tramite il proprio sito ufficiale la band diede appuntamento ai fan per un nuovo festival di 3 giornate da tenersi il 30 e 31 ottobre e il 1º novembre 2009, senza però specificare il luogo prescelto. Su Phish.com fu invece caricata una mappa animata degli Stati Uniti, dalla quale vennero progressivamente fatti scomparire tutti gli stati, finché non rimase solo la sede prescelta: Indio, una cittadina della California. Durante Festival 8 - così venne chiamato l'evento - i Phish si esibirono 2 volte: la prima (sabato 31 ottobre), rinverdendo la tradizione del musical costume, eseguirono per intero il disco Exile on Main St. dei Rolling Stones, mentre il giorno successivo suonarono attorno a mezzogiorno nel primo set interamente acustico della loro carriera. Il filmato di Festival 8 fu pubblicato nell'aprile del 2010 col titolo di Phish 3D.
Durante la primavera e l'estate del 2010, i Phish organizzarono un tour di 29 concerti diviso in due parti: la registrazione della data all'Alpine Valley Music Theatre fu poi pubblicata su cd e dvd. In ottobre, il gruppo suonò all'Austin City Limits Music Festival subito prima di intraprendere un breve tour autunnale, che si concluse il 31 ottobre ad Atlantic City con uno show di Halloween che, come da tradizione, vide un nuovo musical costume: questa volta i Phish eseguirono interamente l'album Waiting For Columbus dei Little Feat. In preparazione al Capodanno, in dicembre la band si esibì al DCU Center di Worcester il 27 e 28 e al Madison Square Garden il 30 e 31, concludendo quest'ultima performance il 1º gennaio del 2011.
Il 31 marzo 2011, il gruppo annunciò Super Ball IX, un nuovo festival in 3 giornate da tenersi il primo fine settimana di luglio a Watkins Glen, un paesino di nemmeno 2 000 abitanti nello stato di New York. Il festival attrasse circa 50 000 persone e fu considerato un successo sia dall'organizzazione che dalla comunità ospitante.
In agosto, il gruppo fece la prima apparizione allo storico Hollywood Bowl di Los Angeles e fu protagonista dell'Outside Lands Music and Arts Festival di San Francisco. Il 6 settembre la band annunciò che sarebbe tornata ad esibirsi nel proprio stato, il Vermont, per la prima volta dal 2004, con un concerto a Essex Junction. Il concerto venne tenuto il 14 settembre e l'intero incasso - oltre 1,2 milioni di dollari - venne devoluto in beneficenza per le vittime dell'uragano Irene.
Nel giugno 2012, i Phish fecero da principale attrazione al festival musicale di Bonnaroo, insieme a Red Hot Chili Peppers e Radiohead. La loro performance comprese svariati pezzi dei Velvet Underground e alcuni dall'album The Gambler di Kenny Rogers. Rogers, che si era esibito il giorno precedente, raggiunse i Phish sul palco per suonare con loro. Durante l'agosto 2012, la band fece la sua prima apparizione in Oklahoma, allo Zoo Amphitheater. Per il terzo anno consecutivo, i Phish organizzarono una serie di concerti in vista del capodanno al Madison Square Garden: ogni data registrò il tutto esaurito.
Dopo l'esibizione di capodanno, i Phish attesero l'estate 2013 per annunciare il loro nuovo tour, celebrativo dei 30 anni di attività. Durante questo nuovo tour, la band fissò date in località che avevano visto esibizioni "storiche" particolarmente amate dai fan, tra cui il Saratoga Performing Arts Center, il PNC Bank Arts Center e il Gorge Amphitheater. La band annunciò al contempo un tour autunnale e di essere al lavoro su un nuovo album, Wingsuit. Il gruppo presentò 12 dei brani a cui stava lavorando durante il secondo dei 3 set del concerto di Halloween 2013. Come ormai da consolidata tradizione, i Phish organizzarono una serie di 4 concerti al Madison Square Garden dal 28 al 31 dicembre per festeggiare l'arrivo del nuovo anno. Ogni data registrò il tutto esaurito. Per lo show di capodanno, i Phish eseguirono il primo dei 3 set sul retro di un vecchio camion scoperchiato, suonando poi fino a capodanno inoltrato. Allo scoccare della mezzanotte, la band interruppe il concerto e divise una torta con il pubblico delle prime file, per poi riprendere la performance con Fuego, un brano tratto dall'annunciato nuovo album. Al termine della performance, i maxischermi del Madison Square Garden mostrarono una foto dei membri del gruppo invecchiati artificialmente e l'invito a tenersi liberi il 31 dicembre 2043, per festeggiare insieme il sessantesimo anniversario di attività dei Phish. Nel maggio 2014, la band diffuse la notizia che il nuovo disco si sarebbe chiamato Fuego anziché Wingsuit. Una prima traccia di Fuego, Waiting All Night, fu messa a disposizione per l'ascolto gratuito il 14 maggio sul sito della NPR, insieme alla scaletta dall'album; a questa seguì, il 27 maggio, il brano The Line.

## Formazione

### Formazione attuale
- Trey Anastasio – chitarra, voce (1983–presente)
- Jon Fishman – batteria, voce (1983–presente)
- Mike Gordon – basso, voce (1983–presente)
- Page McConnell – tastiere, voce (1985–presente)

### Ex componenti
- Jeff Holdsworth – chitarra, voce (1983–1986)
- Marc Daubert – percussioni (1984–1985)

## Discografia

### Album in studio
- 1986 – Phish
- 1989 – Junta
- 1990 – Lawn Boy
- 1992 – A Picture of Nectar
- 1993 – Rift
- 1994 – Hoist
- 1996 – Billy Breathes
- 1998 – The Story of the Ghost
- 1999 – The Siket Disc
- 2000 – Farmhouse
- 2002 – Round Room
- 2004 – Undermind
- 2009 – Joy
- 2014 – Fuego
- 2016 – Big Boat
- 2020 – Sigma Oasis

### Album in studio mai pubblicati ufficialmente
- 1987 – The Man Who Stepped into Yesterday
- 2002 – The Victor Disc

### Live
- 1995 – A Live One
- 1997 – Slip Stitch and Pass
- 1999 – Hampton Comes Alive
- 2005 – New Year's Eve 1995
- 2006 – Live in Brooklyn, Colorado '88
- 2007 – Vegas '96
- 2008 – At the Roxy
- 2011 – Hampton/Winston-Salem '97
- 2012 – Chicago '94
- 2013 – Ventura

### Live Phish
La serie Live Phish fu pubblicata fra il 2001 e il 2003 in 20 volumi. In seguito all'ottimo riscontro di vendite, la serie fu fatta proseguire con 7 album che non portano la dicitura "Volume" nel titolo, ma la sola indicazione della data del concerto: 
- 2001 – Volume 1, Volume 2, Volume 3, Volume 4, Volume 5, Volume 6
- 2002 – Volume 7, Volume 8, Volume 9, Volume 10, Volume 11, Volume 12, Volume 13, Volume 14, Volume 15, Volume 16
- 2003 – Volume 17, Volume 18, Volume 19, Volume 20
- 2004 – Live Phish 02.28.03, Live Phish 07.15.03, Live Phish 07.29.03
- 2005 – Live Phish 04.02.98, Live Phish 04.03.98, Live Phish 04.04.98, Live Phish 04.05.98

Dal 2003 è possibile acquistare e scaricare dal sito ufficiale della band la serie di concerti degli anni '90 Live Phish Downloads: Archival Releases. Nel 2013 il totale dei live disponibili ammonta a 25.

### Raccolte
- 1996 – Stash